# Степанов Андрій Володимирович
Андрій Володимирович Степанов (нар. 11 червня 1978, Севастополь) — український футболіст, що грає на позиції нападника та захисника. Відомий за виступами у низці українських команд різних ліг, у тому числі у командах вищого українського дивізіону «Таврія», «Волинь» і «Севастополь», виступав також за румунський клуб «Петролул». Після незаконної окупації Криму Росією у 2014 році продовжив виступи за створені російськими окупантами місцеві клуби.

## Клубна кар'єра
Андрій Степанов народився у Севастополі, і розпочав займатися футболом у місцевій команді «Вікторія», де його першим тренером був Євген Євгенович Ребенков. Із цією командою Степанов вигравав юнацький чемпіонат України, після чого отримав запрошення до севастопольської команди другої ліги «Чорноморець», в якому дебютував 5 липня 1997 року в матчі з іллічівським «Портовиком». Згодом грав за іншу місцеву команду «Чайка-ВМС», засновану на базі «Чорноморця».
У 2003 році футболіст нетривалий час грав у івано-франківському «Прикарпатті», а з 2003 року став гравцем сімферопольської «Таврії», в складі якої дебютував у вищій українській лізі 3 серпня 2003 року в матчі з луцькою «Волинню». А вже на початку сезону 2005—2006 років Андрій Степанов сам стає гравцем луцької команди. Проте за нову команду він зіграв лише півроку, за які він провів 9 матчів у вищій лізі, після чого півроку грав за румунський клуб «Петролул». Наступного сезону Андрій Степанов повернувся до «Волині», проте команда на той час уже вибула до першої ліги. У луцькій команді Степанов знову грає лише півроку, за які він 20 разів виходив на поле в матчах чемпіонату України, після чого знову став гравцем «Петролула». У 2008 році Степанов знову повернувся до «Волині», й цього разу виступав за клуб лише півроку, зігравши 12 матчів у першій лізі. У 2009 році футболіст стає гравцем новоствореного клубу з його рідного міста «Севастополь», і за підсумками сезону 2009—2010 років стає переможцем турніру в першій лізі. Проте у вищому дивізіоні Степанов втратив постійне місце в основі клубу, та тривалий час грів місце на лаві запасних. Це стало причиною того, що на початку 2012 року футболіст вирішує стати гравцем команди першої ліги «Зірка» з Кіровограда.
У середині 2014 року, після початку військової агресії Росії, Андрій Степанов вирішує повернутись до Севастополя. Улітку 2014 року він розриває контракт із «Зіркою», та стає гравцем створеного російськими окупантами клубу СКЧФ, який планували заявити на виступи в загальноросійських змаганнях у нижчих дивізіонах, для чого футболіст прийняв російське громадянство. Проте у зв'язку із забороною з боку ФІФА та УЄФА кримським клубам грати у загальноросійських змаганнях Андрію Степанову довелось спочатку грати в аматорському чемпіонаті Криму за СКЧФ-2, а пізніше за СКЧФ та його наступник — клуб «Севастополь» у так званій «Прем'єр-лізі Криму». Пізніше Степанов грав за команди «Гвардієць» з Гвардійського та клуб «Гурзуф» із Гурзуфа, завершив виступи на футбольних полях у 2019 році.

## Досягнення
- Переможець першої ліги: 2009–2010.